# トマス・G・ターナー
トマス・G・ターナー (Thomas G. Turner) として知られた、トマス・グッドウィン・ターナー（Thomas Goodwin Turner、1810年10月24日 - 1875年1月3日）は、アメリカ合衆国の政治家、実業家で、1859年から1860年にかけてロードアイランド州知事を務めた。

## 生い立ち

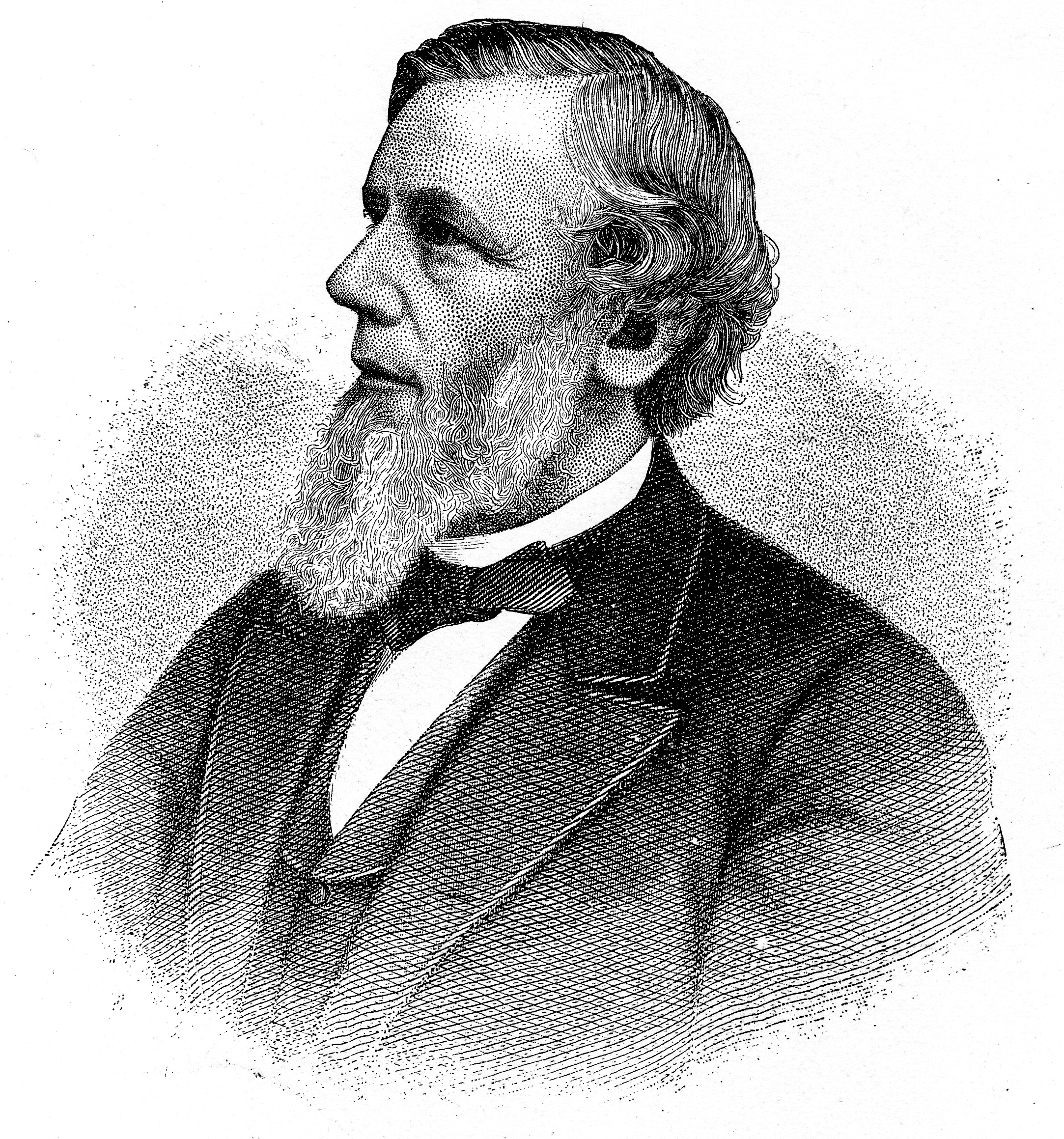
肖像版画

ターナーは、ロードアイランド州ブリストル郡ウォーレンに生まれた。14歳でロードアイランド州ニューポートの織物店で店員として働き始めた。学校教育は受けず、自学自習し、ウォーレンに戻って織物店の共同創業者のひとりとなり、仕立屋の仕事を始めた。
ターナーは、メアリ・ピアス・ルーサー (Mary Pierce Luther)と結婚した。夫妻の間には7人の子どもが生まれたが、そのうち4人は夭折した。
1857年から1858年にかけて、ターナーはウォーレンのバプテスト教会で活発に活動した。また、ブラウン大学の理事を務め、ロードアイランド歴史協会の会員でもあった。

## 経歴
ターナーは、ドアの反乱（1841年 - 1842年）の際に、州民兵として鎮圧にあたり、アコーツ・ヒル (Acote's Hill) における軍事行動の際には、州知事サミュエル・ウォード・キングを支持する軍勢を率いた。反乱の後、ターナーはウォーレンから州議会議員に選出された。1857年から1859年にかけて、ロードアイランド州副知事を務めた。
ターナーは、共和党の同僚であったエリシャ・ダイアーの後を受けてロードアイランド州知事に就任し、1859年5月31日から1860年5月29日までその任にあった。ただし、任期の終了については、1860年5月1日とする資料もある。
ターナーは、エイブラハム・リンカーンの支持者であり、1860年には共和党からの再任指名の獲得に失敗した。知事職を離れた後は、リンカーン大統領の指名で、ロードアイランド州第1区の国内歳入主席徴税官 (First Collector of Internal Revenue) に任じられた。

## 晩年
晩年のターナーは、ロードアイランド州プロビデンスで、イクイタブル保険会社 (the Equitable Insurance Company) の社長を務めていた。ターナーは、ウォーレンの South Burial Ground に埋葬された。